# Les Hommes de la montagne
Les Hommes de la montagne (Emberek a havason) est un film hongrois réalisé en 1942 par István Szőts.

## Synopsis
L'histoire simple de Gergő, bûcheron contraint de quitter, avec sa famille, les montagnes de Transylvanie pour aller travailler dans la vallée... Misère, maladie. Un contremaître de l'exploitation forestière dans laquelle ils sont employés, tente de violer son épouse. Celle-ci meurt accidentellement en essayant de lui échapper. Gergő se venge en tuant le contremaître. Il est emprisonné, puis s'évade. Les gendarmes le blessent. Il meurt dans la cabane d'un berger, en s'arrangeant pour que la prime promise à celui qui l'arrêtera soit versée à un vieil ami qui élèvera son garçon...

## Fiche technique
- Titre original : Emberek a havason.
- Titre français : Les Hommes de la montagne.
- Réalisation et scénario : István Szőts d'après l'œuvre de József Nyirő.
- Photographie : Ferenc Fekete, noir et blanc.
- Musique : Ferenc Farkas.
- Production : Hunnia Filmgyár.
- Durée : 100 minutes (1 h 40 min).
- Pays de production :  Hongrie.
- Année de réalisation : 1942.
- Genre : film dramatique.

## Distribution artistique
- Alice Szellay : Anna.
- János Görbe : Erdei Csutak, Gergely.
- Péter Ferenczi : Kicsi Gergő, leur petit fils.
- Jòzsef Bihary : Üdő, Márton.

## Commentaires
D'un sujet relativement banal, pourvu cependant d'une charge sociale assez rare dans le cinéma hongrois de l'époque, Les Hommes de la montagne contient surtout des « moments d'un certain pouvoir évocateur. »
Philippe Haudiquet, historien du cinéma hongrois, jauge, à travers ce film, qu'István Szőts est « l'égal des plus grands, Dovjenko, Ford ou Renoir. »
Jean-Pierre Jeancolas estime qu'effectivement Szőts « est un des cinéastes rares qui savent unir une démarche réaliste, un "point de vue documenté" à la Vigo, avec un lyrisme fusionnel, une poétique. » Il signale, par ailleurs, que les futurs néoréalistes italiens, alors critiques de la revue Cinema, dirigée par Vittorio Mussolini, en furent les admirateurs. 
Présenté et primé au Festival de Venise, Les Hommes de la montagne inspira, par la plume d'un des leurs, un éditorial d'où émergeait cette remarque acerbe : « Le chant de la montagne, celui du jeune Szőts, parvient jusqu'à nous pour réveiller les nobles intentions assoupies, pour éperonner les indolents et chasser les spéculateurs des rues de Venise. »